# Wallace & Gromit: The Curse of the Were-Rabbit
Wallace & Gromit: The Curse of the Were-Rabbit (titulada: Wallace y Gromit: La batalla de los vegetales en Hispanoamérica y también conocida simplemente como Wallace y Gromit) es una película británica de animación realizada por Nick Park y Steve Box mediante la técnica de la animación en volumen, producida por Aardman Animations y DreamWorks Animation y distribuida por DreamWorks Pictures. Fue estrenada por primera vez el 7 de octubre de 2005.
Cabe resaltar que a su vez fue la última película animada que DreamWorks distribuyó independientemente, siendo Vecinos Invasores la primera que sería distribuida con Paramount Pictures.

## Argumento
La Competencia Anual de Vegetales Gigantes del Tottington se acerca. El ganador del concurso ganará el codiciado premio de la zanahoria de oro. Todos están deseosos de proteger sus vegetales contra los daños y robo por los conejos hasta el concurso y Wallace (Peter Sallis) y Gromit están sacando provecho mediante la ejecución de una garantía vegetal y de negocios humano de control de plagas, "Anti-Pesto". La película comienza con una alarma de robo de vegetales. Wallace y Gromit tienen el respeto de la comunidad por su eficiencia al atrapar conejos. Sin embargo, al día siguiente, el dúo enfrenta dos problemas: el creciente peso de Wallace y que tiene problemas de almacenamiento en la "prisión" de conejos, así que Wallace decide usar su último invento que se llama el Manipulador de Mentes-O-Matic, el cual extraía pensamientos y deseos no deseados (aunque Wallace todavía no lo probó, pero pensó que era completamente seguro), iba a usarlo con un poco de alteración 
mental inofensiva, pero antes de que lo iba a encender, reciben una llamada de la mansión Tottington, pues está plagada de conejos y el concurso de vegetales gigantes estaba cerca en unos días a lo que Wallace aceptó ayudar. Mientras tanto, Lady Campanula Tottington (Lady Violeta Tottington, en Hispanoamérica) (Helena Bonham Carter) trata de evitar que su prometido, Victor Quartermaine (Víctor del Bosque, en Hispanoamérica) (Ralph Fiennes), acabe con los conejos con su rifle cuando llegan Wallace y Gromit. Usando una aspiradora grande llamada el Aspira-con 6000, logran deshacerse de la plaga del jardín de la mansión, pero accidentalmente también succionan el tupe de Victor y a este, que termina enemistándose con Wallace por los elogios de Lady Tottington. Esa noche, a Wallace se le ocurre conectar el Aspira-con al Manipulador de Mentes-O-Matic para reformar a los conejos, el cual parecía ser un buen plan. Sin embargo, accidentalmente Wallace cambió el interruptor del Aspira-con de succionar a soplar, causando que la mente de Wallace se fusione con la de uno de los conejos, así que Gromit decidió apagar la máquina y destruir el Manipulador de Mentes-O-Matic con una llave inglesa para así salvar a Wallace, por lo que decidieron probar si es que funcionó con el mismo conejo y aparentemente resultó, ya que rechazó una zanahoria y decidieron llamar al conejito Corralito (también interpretado por Peter Sallis). 
Pero esa misma noche, el reverendo Clement Hedges (Nicholas Smith) es atacado por un conejo enorme al que bautiza como Conejo Lobo, cuyo monstruo empezó a atacar los cultivos alimentándose de los vegetales de cualquier tamaño. Al día siguiente, Gromit despierta y se da cuenta de que se quedaron dormidos toda la noche debido a que alguien movió la tetera que activa el modo de lanzamiento. En una asamblea en la iglesia del pueblo, todos están furiosos con Wallace, debido a que la noche anterior, sus vegetales fueron atacados por la bestia a lo que pensaron que desde un principio, los cultivos fueron atacados por unas babosas que fueron del año 1932, pero en eso, el reverendo revela que fue atacado por un "Conejo Lobo" y que fue el causante de los estragos de los cultivos así que Victor se ofrece para matar a la bestia, pero Lady Tottington pide que le den otra oportunidad a Wallace. 
Esa misma noche, Wallace y Gromit deciden buscar a la bestia por su cuenta usando una marioneta de coneja, pero al pasar por un túnel se desprende del vehículo (golpeando a Gromit con el techo). En un momento en el que Wallace deja solo al perro para buscar la marioneta, el Conejo Lobo aparece y Gromit lo persigue, solo debido a que no pudo esperar más a Wallace, e incluso lo trató de atrapar bajo tierra y se escapa. Después de un agitada noche de persecución, Wallace y Gromit llegan a la teoría de que Corralito es el Conejo Lobo, porque las huellas de conejo grandes supuestamente se dirigen al sótano y porque se veía grande. Wallace está encantado, porque esto significa que técnicamente ya había capturado a la bestia, y alegremente se va a informarle a Lady Tottington. Asegurando a Corralito para que no se escape, Gromit construye una jaula más grande, reforzada con laminas metálicas en las orillas. Sin embargo, cuando sale del sótano después de cerrar la puerta, descubre que las huellas del Conejo Lobo no se dirigen al sótano, debido a que la puerta cubría el verdadero rastro de huellas de conejo. Es así que las siguió y poco a poco, se volvían huellas de humano y se dio cuenta de que las huellas se dirigen a la habitación de Wallace. Cuando Gromit abrió la puerta, se llevó la sorpresa de que su querido amigo Wallace es en realidad el Conejo Lobo, sufriendo los efectos del accidente con el Manipulador de Mentes-O-Matic causó que él y Corralito asuman características del otro. Alarmado, Gromit sale rápidamente de su casa y busca a Wallace.
En la mansión Tottington, Wallace le empieza a darle las noticias a Lady Tottington, la cual se sintió muy aliviada de que el concurso se lleve a cabo y decidió mostrarle a Wallace su jardín secreto, pero Victor, a punto de visitar a Lady Tottington, se enteró de que Wallace llegó antes que él y que Lady Tottington le permitió que le dijera "Totty", lo cual lo dejó furioso. Para empeorar la situación, Lady Tottington le estaba ofreciendo una zanahoria grande, pero afortunadamente, Gromit recuperó sacar a Wallace con los rociadores y se lo llevó a casa antes de la puesta de sol.
Victor embosca a Wallace durante la noche, celoso de la creciente afición hacia él de Lady Tottington debido a su práctica humana de control de plagas. Pero cuando aparece la luna llena, Wallace se transforma en el Conejo Lobo ante un petrificado Victor y su perro Phillip asustado. Gromit inmediatamente se sale de la escena detrás de Wallace. Victor, habiendo identificado al Conejo Lobo, decide deshacerse de su rival para ganar el corazón de Lady Tottington, así que decide hablar con el reverendo Hedges sobre la bestia y cómo matarla. El reverendo Hedges le permite el acceso a tres balas de oro de "24-quilates" - supuestamente, las únicas cosas capaces de matar a un Conejo Lobo.
A la mañana siguiente, el día finalmente ha llegado para el Concurso de Verduras, pero Lady Tottington a regañadientes cede a la presión pública a la oferta de sanción de Victor para disparar al Conejo. Mientras tanto, un ignorante Wallace rechaza las acusaciones de Gromit de que él era el Conejo Lobo, pero cuando Wallace ve cómo Corralito expresa sus propios rasgos de personalidad, acepta la verdad. Lady Tottington informa a Wallace del plan de Victor a la vez que le dice que está decepcionada de él, pero se empieza a transformar y no le queda más remedio que despedirla. Victor y Phillip llegan en ese momento, al domicilio del dúo más tarde, pero Gromit da un paso por delante, atrayendo a Wallace (ya transformado en el Conejo Lobo) con la marioneta. Sin embargo, su plan de escape es frustrado cuando Victor le dispara erróneamente en lo que él cree ser el Conejo, en lugar de eso, descubre que era Gromit encubriéndolo. Victor y Phillip encarcelan a Gromit, que posteriormente se escapa con la ayuda de Corralito y decide utilizar la calabaza que había estado cultivando para la competición como cebo para Wallace que ha llegado al concurso en vegetales. Wallace asusta a los participantes del concurso y en eso, llega Victor que intenta matar a Wallace, pero falla por la intervención de Gromit. Victor intenta tomar el premio zanahoria de oro de una angustiada Sra. Tottington, ya que es la única bala de oro como objeto que le quedaba después de haber agotado sus municiones. En eso, Wallace escucha sus gritos y decide rapta a Lady Tottington, que se aterra y grita cuando sube a los tejados. Ahí Wallace le revela su identidad a Lady Tottington después de que ella logre reconocer su gesto de su palma de la mano sacudida, ella promete protegerlo, sólo para ser interrumpido por Victor, que revela por accidente que sabe la identidad del Conejo Lobo (diciendo "Ah, no. Tú me encomendaste deshacerme de Presto, y eso es lo que voy a hacer). Mientras tanto, en una pelea mano a mano en el aire con biplanos de juguete, Phillip persigue a Gromit para evitar que detenga a Victor. La lucha termina cuando Gromit se libera de Phillip a través de las puertas de bombas, arrojándolo a un castillo hinchable. En el techo de la mansión Tottington, Victor, esta vez empuñando el trofeo de oro de zanahoria en un trabuco, intenta una vez más para disparar y matar a Wallace, pero es salvado por Gromit, que se agarra a una cuerda de un asta de bandera y cambia la trayectoria de su avión de la bala improvisada. Pero como se trata de un avión de juguete y no se pretende que vuele, cuando Gromit accidentalmente suelta la cuerda, el avión empieza a descender rápidamente. Wallace salta del asta de la bandera y coge el avión, deteniendo así la caída de Gromit en la tienda de queso que está cuesta abajo. Victor se regodea por su victoria, pero queda inconsciente por el golpe que recibió de Lady Tottington, mandándolo caer en la tienda, donde Wallace se encuentra inconsciente y aparentemente muriendo a causa de sus heridas. Usando la marioneta para proteger a Wallace desde el exterior de la multitud enfurecida, Gromit viste a Victor como el monstruo, y la turba enfurecida persigue a Victor desde la distancia.
Gromit y Lady Tottington atienden a Wallace, que aparentemente muere y se transforma de nuevo en su forma humana, pero Gromit es capaz de revivir a Wallace con una rebanada de queso Bishop que apesta. Gromit, por su valentía, recibe el trofeo de oro de la ligeramente abollada zanahoria. Lady Tottington decide convertir el jardín delantero del Palacio de Tottington en un santuario de vida silvestre, donde Corralito y el resto de los conejos pueden vivir en paz.

### Reparto
- Peter Sallis - Wallace, Corralito
- Helena Bonham Carter - Lady Campanula Tottington (Lady Violeta Tottington en Hispanoamérica)
- Ralph Fiennes - Victor Quartermaine (Víctor del Bosque en Hispanoamérica)
- Peter Kay - Albert Mackintosh
- Nicholas Smith - Reverendo Clement Hedges
- Liz Smith - Sra. Mulch
- Dicken Ashworth - Sr. Mulch
- Edward Kelsey - Sr. Squash
- John Thomson - Mr. Windfall
- Mark Gatiss - Miss Blight
- Vincent Ebrahim - Mr. Caliche
- Geraldine McEwan - Miss Thripp
- Edward Kelsey - Mr. Growbag
- Robert Horvath - Mr. Dibber
- Pete Atkin - Mr. Crock
- Noni Lewis - Mrs. Girdling
- Ben Whitehead - Mr. Leaching

## Reparto de voz
- Peter Sallis como Wallace, el propetario de Anti-Pesto que siempre va acompañado de su perro Gromit
- Helena Bonham Carter como Lady Campanula Tottington, el interés amoroso de Wallace y Víctor
- Ralph Fiennes como Victor Quartermaine (Víctor Del Bosque en Hispanoamérica), el antagonista principal de la película, quien siempre va acompañado de su perro Phillip
- Liz Smith como la Sra. Mantillo, una mujer duela de una calabaza gigante para el concurso
- Dicken Ashworth como el Sr. Mantillo, el esposo de la Sra. Mantillo
- Nicholas Smith como el Reverendo Clement Hedges, el dueño de la parroquia
- Peter Kay como el agente Albert Mackintosh, el agente de policía local

## Premios

### Premios Óscar
| Año  | Categoría                         | Resultado |
| ---- | --------------------------------- | --------- |
| 2005 | Óscar a la mejor película animada | Ganador   |

### Premios BAFTA
| Año  | Categoría                | Resultado |
| ---- | ------------------------ | --------- |
| 2006 | Mejor película británica | Ganador   |

### Premios Annie
| Año  | Categoría                                                        | Nominado                                            | Resultado |
| ---- | ---------------------------------------------------------------- | --------------------------------------------------- | --------- |
| 2006 | Mejor película animada                                           | Nick Park y Steve Box                               | Ganador   |
| 2006 | Mejor dirección en una película animada                          | Nick Park y Steve Box                               | Ganador   |
| 2006 | Mejor guion en una película animada                              | Nick Park, Steve Box, Mark Burton y Bob Baker       | Ganador   |
| 2006 | Mejores efectos en una película animada                          | Jason Wen                                           | Ganador   |
| 2006 | Mejor Diseño de personajes en una producción de película animada | Nick Park                                           | Ganador   |
| 2006 | Mejor diseño de producción en una película animada               | Phil Lewis                                          | Ganador   |
| 2006 | Mejor banda sonora en una película animada                       | Julian Nott                                         | Ganador   |
| 2006 | Mejor actor de voz en una película animada                       | Peter Sallis como Wallace                           | Ganador   |
| 2006 | Mejor storyboard en una película animada                         | Bob Persichetti                                     | Ganador   |
| 2006 | Mejor animación de personajes                                    | Claire Billet                                       | Ganador   |
| 2006 | Mejor actor de voz en una película animada                       | Helena Bonham Carter como Lady Campanula Tottington | Nominado  |
| 2006 | Mejor actor de voz en una película animada                       | Nicholas Smith como Reverendo Clement Hedges        | Nominado  |
| 2006 | Mejor actor de voz en una película animada                       | Ralph Fiennes como Víctor del Bosque                | Nominado  |
| 2006 | Mejor animación de personajes                                    | Jay Grace y Christopher Sadler                      | Nominado  |
| 2006 | Mejor storyboard en una película animada                         | Michael Salter                                      | Nominado  |

### Broadcast Film Critics Association Awards
| Año  | Categoría              | Resultado |
| ---- | ---------------------- | --------- |
| 2006 | Mejor película animada | Ganador   |

### Online Film Critics Society Awards
| Año  | Categoría              | Resultado |
| ---- | ---------------------- | --------- |
| 2006 | Mejor película animada | Ganador   |

### Visual Effects Society
| Año  | Categoría                                              | Resultado |
| ---- | ------------------------------------------------------ | --------- |
| 2014 | Mejor animador de personajes en una producción animada | Ganador   |

### Kids' Choice Awards
| Año  | Categoría              | Resultado |
| ---- | ---------------------- | --------- |
| 2006 | Mejor película animada | Nominado  |

### New York Film Critics Online
| Año  | Categoría              | Resultado |
| ---- | ---------------------- | --------- |
| 2006 | Mejor película animada | Ganador   |